# Flaujac e Pojòls
Flaujac e Pojòls (en francès Flaujac-Poujols) és un municipi francès situat al departament de l'Òlt i a la regió d'Occitània.

## Demografia
| 1962                                       | 1968 | 1975 | 1982 | 1990 | 1999 | 2006 |
| ------------------------------------------ | ---- | ---- | ---- | ---- | ---- | ---- |
| 161                                        | 161  | 260  | 448  | 561  | 584  | 661  |
| Des de 1962: població sense dobles comptes |      |      |      |      |      |      |

## Administració
| Període   | Identitat     | Partit |
| --------- | ------------- | ------ |
| 1989-2008 | Jean Jouglas  |        |
| 2008-     | Bernard Lafon |        |